# Mohamed Saïd al-Sahhaf
 (mars 2021).
Si vous disposez d'ouvrages ou d'articles de référence ou si vous connaissez des sites web de qualité traitant du thème abordé ici, merci de compléter l'article en donnant les références utiles à sa vérifiabilité et en les liant à la section « Notes et références ».
Mohammed Said al-Sahhaf (arabe : محمد سعيد الصحاف), né le 30 juillet 1940 est un diplomate et homme politique irakien. Il exerce plusieurs fonctions sous le régime de Saddam Hussein et devient célèbre en 2003 lors de l'invasion de l'Irak.

## Biographie

### Carrière
Al-Sahaf est né à Hilla, près de Kerbala. Il rejoignit le Parti Baas en 1963. Au début du régime baasiste, il présentait régulièrement les nouvelles sur la télévision d'État irakienne. Il servit ensuite en tant qu'ambassadeur en Suède, Birmanie, en Italie ainsi qu'à l'ONU, avant de revenir en Irak pour devenir ministre des Affaires étrangères en 1992. Les raisons de son éviction en 2001 demeurent obscures, mais son travail fut souvent jugé moins satisfaisant que celui de son prédécesseur, Tarek Aziz. Il prend alors la tête du ministère de l'Information. Il est aussi parfois dit que Oudaï Hussein, l'un des fils du président Hussein, ne fut pas étranger à cette éviction.

### Guerre en Irak
Al-Sahhaf est connu pour ses conférences de presse quotidiennes à Bagdad durant l'invasion de l'Irak, en 2003. Ce personnage haut en couleur fut parfois surnommé « Bagdad Bob » (dans le même style que d'autres propagandistes, tels « Azzam l'Américain », « Hanoi Hannah », et « Sue de Séoul ») par les commentateurs américains, ou aussi « Comical Ali » (« Ali le Comique », une allusion à « Ali le Chimique », surnom de l'ancien ministre de la Défense irakien Ali Hassan al-Majid) par les commentateurs anglais ; les Italiens quant à eux utilisant « Alì il Comico ». En France, ses déclarations surréalistes à propos du déroulement des opérations militaires ont souvent été pastichées par les Guignols de l'Info. 
Le 7 avril 2003, al-Sahhaf déclara qu'il n'y avait pas de troupes américaines à Bagdad, et que les soldats américains se suicidaient par centaines aux portes de la ville. Au même moment, les blindés américains patrouillaient dans les rues à quelques centaines de mètres du lieu de la conférence de presse. Sa dernière apparition publique en tant que ministre de l'Information eut lieu le 8 avril 2003, quand il déclara que les Américains « sont sur le point de se rendre ou d'être brûlés dans leurs chars ».
Il devint en Occident un véritable phénomène internet, apparaissant dans de nombreux sites web satiriques, faisant l'objet de nombreuses parodies.

### Vie après la guerre
Le 25 juin 2003, le journal anglais The Daily Mirror rapporte son arrestation par les troupes de la coalition dans les environs de Bagdad. Ceci n'est pas confirmé par les autorités militaires, et nié par sa famille sur Abu Dhabi TV. Le lendemain, al-Shaf lui-même accorde une interview à la chaîne émirati al-Arabiya, déclarant s'être rendu aux forces américaines et avoir été interrogé. Il est payé pas moins de 200 000 dollars pour cette interview, où il apparut sous un jour très différent de l'extravagant ministre de l'Information qu'il avait été durant la guerre[réf. nécessaire]. Il répond souvent simplement par oui ou non, et refuse de s'exprimer sur les raisons de la chute du gouvernement irakien.
Après la fin de l'invasion et le début de l'insurrection irakienne, sa notoriété disparait peu à peu et il quitte la scène médiatique. Après avoir été interrogé, il est libéré par les Américains, ceux-ci n'ayant aucun élément à charge pour l'inculper à propos de sa participation au gouvernement de Saddam Hussein. Il vit aux Émirats arabes unis avec sa famille.